# Lille Olympique Sporting Club 1978-1979
Questa voce raccoglie le informazioni riguardanti l'Lille Olympique Sporting Club nelle competizioni ufficiali della stagione 1978-1979.

## Maglie e sponsor
Lo sponsor ufficiale per la stagione 1978-1979 è Peaudouce.
| Manica sinistra · Manica sinistra · Maglietta · Maglietta · Manica destra · Manica destra · Pantaloncini · Calzettoni |

## Rosa
| N. |                      | Ruolo | Calciatore         |
| -- | -------------------- | ----- | ------------------ |
|    | Francia (bandiera)   | P     | Philippe Bergerôo  |
|    | Francia (bandiera)   | D     | Serge Besnard      |
|    | Francia (bandiera)   | D     | Thierry Denneulin  |
|    | Francia (bandiera)   | D     | Pierre Dréossi     |
|    | Francia (bandiera)   | D     | Thierry Froger     |
|    | Francia (bandiera)   | D     | Antoine Gianquinto |
|    | Francia (bandiera)   | D     | René Marsiglia     |
|    | Francia (bandiera)   | D     | Alain Tirloit      |
|    | Francia (bandiera)   | D     | Patrick Zagar      |
|    | Argentina (bandiera) | C     | Roberto Cabral     |
|    | Francia (bandiera)   | C     | Arnaud Dos Santos  |

| N. |                       | Ruolo | Calciatore           |
| -- | --------------------- | ----- | -------------------- |
|    | Francia (bandiera)    | C     | Daniel Gauvain       |
|    | Francia (bandiera)    | C     | Alain Grumelon       |
|    | Francia (bandiera)    | C     | Joël Henry           |
|    | Francia (bandiera)    | C     | Stéphane Plancque    |
|    | Francia (bandiera)    | C     | Didier Simon         |
|    | Francia (bandiera)    | C     | Jean-Michel Vandamme |
|    | Francia (bandiera)    | A     | Dominique Bisbal     |
|    | Francia (bandiera)    | A     | Jean-Paul Delemer    |
|    | Jugoslavia (bandiera) | A     | Žarko Olarević       |
|    | Francia (bandiera)    | A     | Jean-Pierre Orts     |
|    | Francia (bandiera)    | A     | Pierre Pleimelding   |

## Risultati

### Division 1

#### Girone di andata
| Arbitro: | Didier |

|                 |           |                           |
| Pleimelding 31’ | Marcatori | 30’ Gemmrich 45’ Domenech |

| Arbitro: | Leloup |

|                           |           |              |
| Pleimelding 9’ Cabral 58’ | Marcatori | 53’, 73’ Rep |

#### Girone di ritrono
| Arbitro: | Didier |

|                              |           |  |
| Gemmrich 18’, 60’ Wagner 51’ | Marcatori |  |

| Bastia 26 maggio 1979 37ª giornata | Bastia      | 0 – 0 referto | Lilla | Stadio Armand Cesari (15 707 spett.)\| Arbitro: \| Bouffandeau \| |
| Arbitro:                           | Bouffandeau |               |       |                                                                   |